# Mixotrof
Mixotrof är en term som avser en organism, vanligen en alg eller bakterie, som kan utvinna sin metaboliska energi både från fotosyntes (fotoautotrofa organismer) och från externa energikällor. Dessa organismer kan använda ljus som energikälla eller uppta organiska eller oorganiska ämnen, antingen enkla föreningar genom ostmotrofi eller svälja hela partiklar genom till exempel fagotrofi.